# Baltrum
Baltrum («das Dornröschen der Nordsee», la bella dorment del Mar del Nord) és un municipi i una de les Illes Frisones (entre Norderney a l'oest i Langeoog a l'est) que forma part del districte d'Aurich, a l'estat alemany de Baixa Saxònia. Baltrum és una illa relativament tranquil·la, molt benvolguda per famílies amb nens petits. A la costa septentrional té una platja blanca amb sorra fina.
L'illa de Baltrum no té trànsit motoritzat. Els únics automòbils de l'illa són els bombers i l'ambulància locals. Els transports a l'illa (com el transport d'aliments des del port als supermercats) es realitzen amb carros de cavalls. A Baltrum s'arriba amb un ferri des del port de Neßmersiel en un viatge d'aproximadament 35 minuts. L'horari del ferri depèn de la marea.